# Pedro Belo

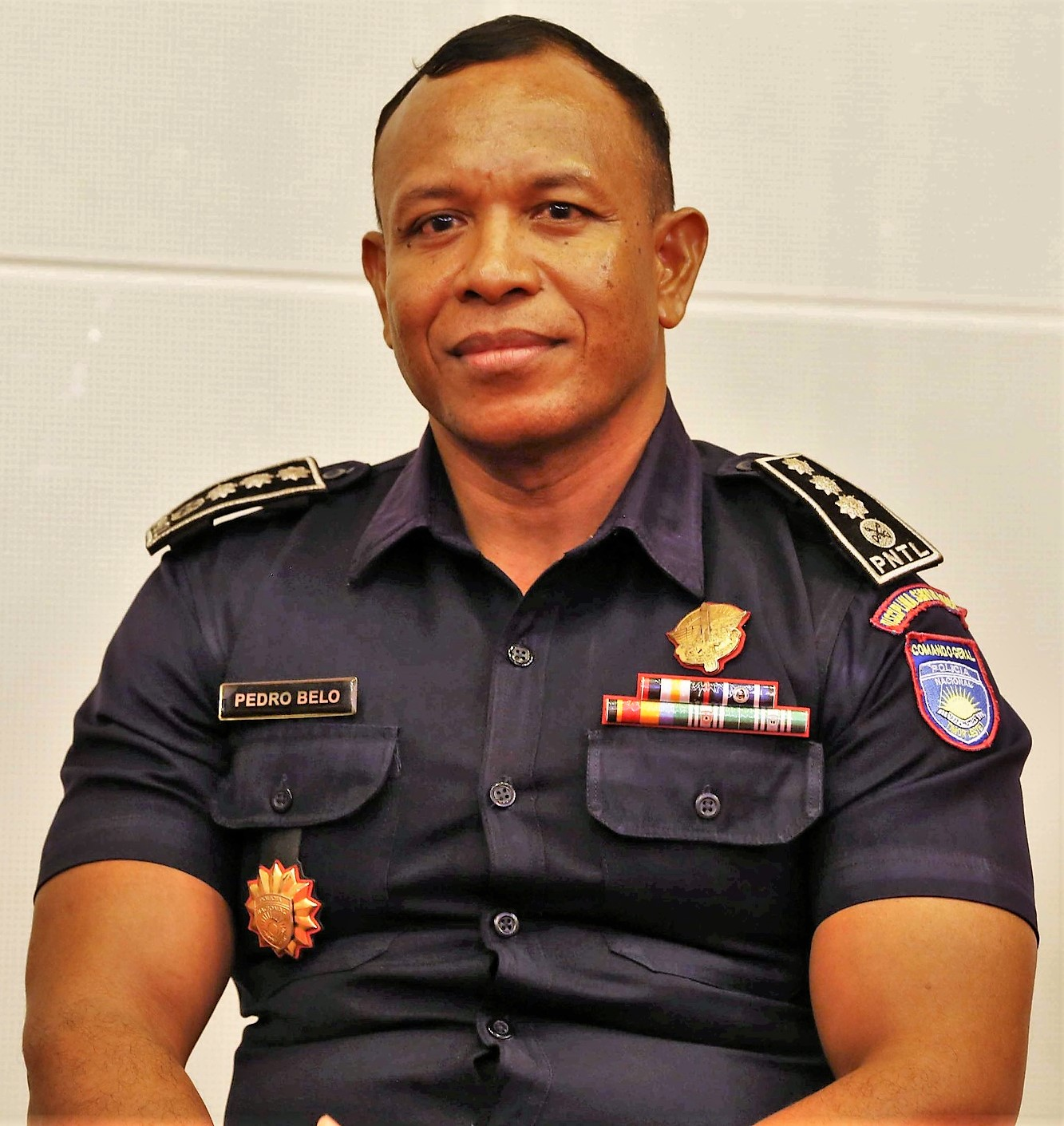
Pedro Belo (2022)

Pedro Belo ist ein osttimoresischer Polizist im Range eines Superintendente Chefe Policia.

## Werdegang
Von 1984 bis 1990 besuchte Belo die Escola Primária No. 11 in Baucau, von 1990 bis 1993 die dortige Escola Pré Secundária No. 1 und von 1993 bis 1996 die Escola Secundária No. 2. Von der Academia Manajemen Koperasi Kediri im indonesischen Jawa Timur, die Belo von 1996 bis 1999 besuchte, erhielt er ein Diplom. Von 2008 bis 2012 besuchte Belo die Universidade da Paz in Dili.

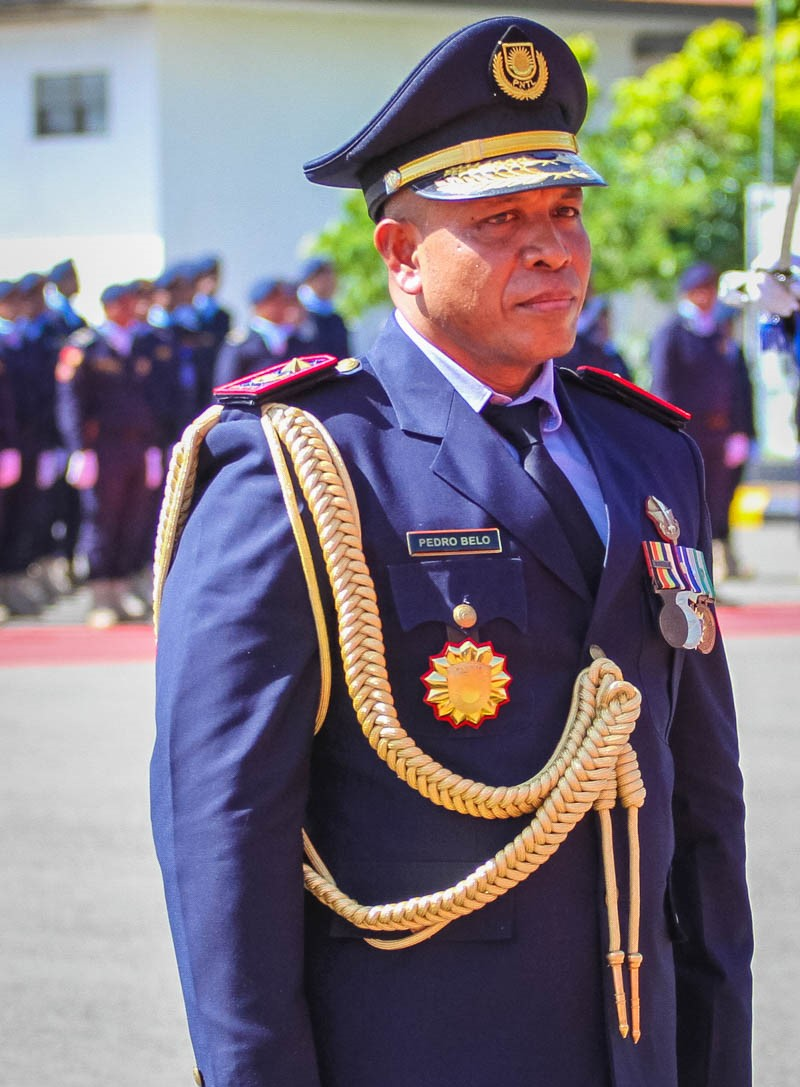
Belo bei seiner Vereidigung 2023

2000 trat Belo in die Nationalpolizei Osttimors (PNTL) ein und besuchte von Juli bis Oktober die Polizeiakademie. Danach war er bei der Polizei in Baucau, zunächst zwei Monate beim Streifendienst und dann von Mitte Dezember bis Mitte Februar 2001 bei der Ermittlungsabteilung dort. Dem folgten weitere zwei Monate bei der Verkehrspolizei, zwei Monate bei der Gemeindepolizei, zwei Monate bei der Rekrutierungsabteilung und drei Monate bei der Operativen Abteilung. Vom November 2002 bis November 2007 war Belo Distriktskommandant der Polizei von Baucau.
Dann erfolgte der Wechsel auf den Posten des Polizeichefs des Hauptstadtdistrikts Dili. Ab April 2019 war Belo Kommandant für Nationale Operationen (Komandante Operasaun Nasional). Am 28. März 2023 löste Belo Mateus Fernandes als stellvertretender Generalkommandant der Polizei ab.

## Sonstiges
2009 erhielt Belo die Medalha Halibur, 2010 die Medalha Solidariedade de Timor-Leste und 2017 die Medalha de serviços distintos (Grad Gold).
Belo ist mit Zenilda Gusmão verheiratet, der Tochter des Politikers Xanana Gusmão. 2016 gründeten Belo und seine Frau den FC Lalenok United.